# Ignacy Mościcki
Ignacy Mościcki (phát âm tiếng Ba Lan: [iɡˈnatsɨ mɔɕˈtɕitskʲi]; 1 tháng 12 năm 1867 – 2 tháng 10 năm 1946) là chính trị gia, nhà hóa học người Ba Lan, và là Tổng thống Ba Lan từ năm 1926 đến năm 1939. Ông là Tổng thống tại chức lâu nhất trong lịch sử Ba Lan. Ông giữ chức Tổng thống khi Đức Quốc xã xâm lược Ba Lan vào 1 tháng 9 năm 1939, bắt đầu Thế chiến thứ hai.